# ГЭС Камбамбе
ГЭС Камбамбе — гидроэлектростанция в центральной части Анголы, в 160 км к юго-востоку от её столицы — Луанды. Находится после ГЭС Лаука, образуя нижнюю степень в каскаде на реке Кванза, которая на этом участке течёт в широтном направлении и впадает в Атлантический океан южнее столицы. После завершения модернизации ГЭС стала второй по мощности электростанцией в стране.
Станция, строительство которой началось в 1950-х и завершилось введением в эксплуатацию в 1964 (то есть ещё во времена колониального господства Португалии), стала первой ангольской гидроэлектростанцией с мощностью более 100 МВт. В рамках проекта реку перекрыли арочной бетонной плотиной высотой 102 метра и длиной 300 метров, которая образовала водохранилище с полезным объемом лишь 24 млн м3, который, к тому же, вследствие засухи по состоянию на начало XXI века сократился до 19 млн м3. В настоящее время основное накопление воды для работы каскада осуществляется выше по течению реки в водохранилище ГЭС Капанда.
Подземный машинный зал построили в правобережном горном массиве, который Кванза огибает по дуге, в результате чего вода по отводящем тоннелям возвращается в реку в 0,4 км от водохранилища, но в 1,2 км ниже по течению. Первоначально его оборудовали четырьмя турбинами типа Фрэнсис мощностью по 45 МВт, которые после модернизации в первой половине 2010-х начали вырабатывать по 65 МВт электроэнергии.
В 2013—2017 годах реализован проект сооружения второй очереди станции. Машинный зал Камбамбе II возведён в 200 метрах ниже по течению от выхода отводящего тоннеля первой очереди. Это наземное сооружение вмещает четыре турбины типа Фрэнсис мощностью по 175 МВт. При напоре в 112 метров оба машинных зала будут производить 4,9 млрд кВт электроэнергии в год.
Высота плотина была увеличена на 30 метров, что увеличило полезный объем водохранилища до 46 млн м3.
Выдача электроэнергии первой очереди происходит через ЛЭП 220 кВ, тогда как для Камбамбе II построена подстанция под напряжением в 400 кВ.
Вторая очередь ГЭС запущена в эксплуатацию 27 июля 2017 года.